# 스카이 아츠
스카이 아츠는 영국과 아일랜드의 스카이 그룹이 만든 예술 전문 채널이다.

## 연혁
1990년 12월 2일부터 1992년 12월 31일까지 마르코폴로 위성을 통해 주말에 한해 방송됐었다. 이는 전신인, 마르코폴로 위성을 통해 방송되던 BSB Now에서 방영되던 일부 프로그램들의 계약이 남아 있어 합병 법인 BSkyB가 마르코폴로 위성에 한해 스카이 뉴스로 대체 방송하되, 주말에 스카이 아츠라는 이름으로 방송하는 것으로 합의한 것이다. 
2000년 개국되었다. 당시에는 Artsworld 라는 이름으로 방송했다. 2006년에 Artsworld의 HD방송이 시작되었고, 2007년에 현재 이름이 되었다. 그리고 Artsworld HD는 Sky Arts HD가 된다. 2008년 10월 20일부터 2015년 6월 9일까지 스카이 아츠 1과 스카이 아츠 2로 나뉘어 있었지만, 2015년 6월 9일부터 하나의 채널로 합쳐졌다. 

## 채널 번호
- 프리뷰(지상파) - 11번(SD, 2020년 9월 17일부터)
- 프리샛 - 147번(SD, 2020년 9월 17일부터)
- Sky - 122번(SD/HD), 820번(SD)
- 버진 미디어 - 123번(SD), 156번(HD)
- 톡톡 TV - 303번
- 버진 미디어 아일랜드 - 141번(SD), 145번(HD)